# Edoardo Giannone
Edoardo Giannone (Pola, 1º gennaio 1908 – ...) è stato un calciatore italiano, di ruolo centrocampista.

## Carriera
Nella sua carriera ha giocato tre stagioni in Serie B, due con la maglia del Lecce e una con il Verona; militò poi nuovamente nel Lecce.